# 박형열
박형열(1967년 11월 13일 ~)은 OB 베어스의 전 야구 선수다. 서울고등학교를 졸업했다. 현재 연예인 야구단인 스마일 야구단의 감독이다.

## 같이 보기
- 1986년 OB 베어스 시즌